# Беспилотный автомобиль

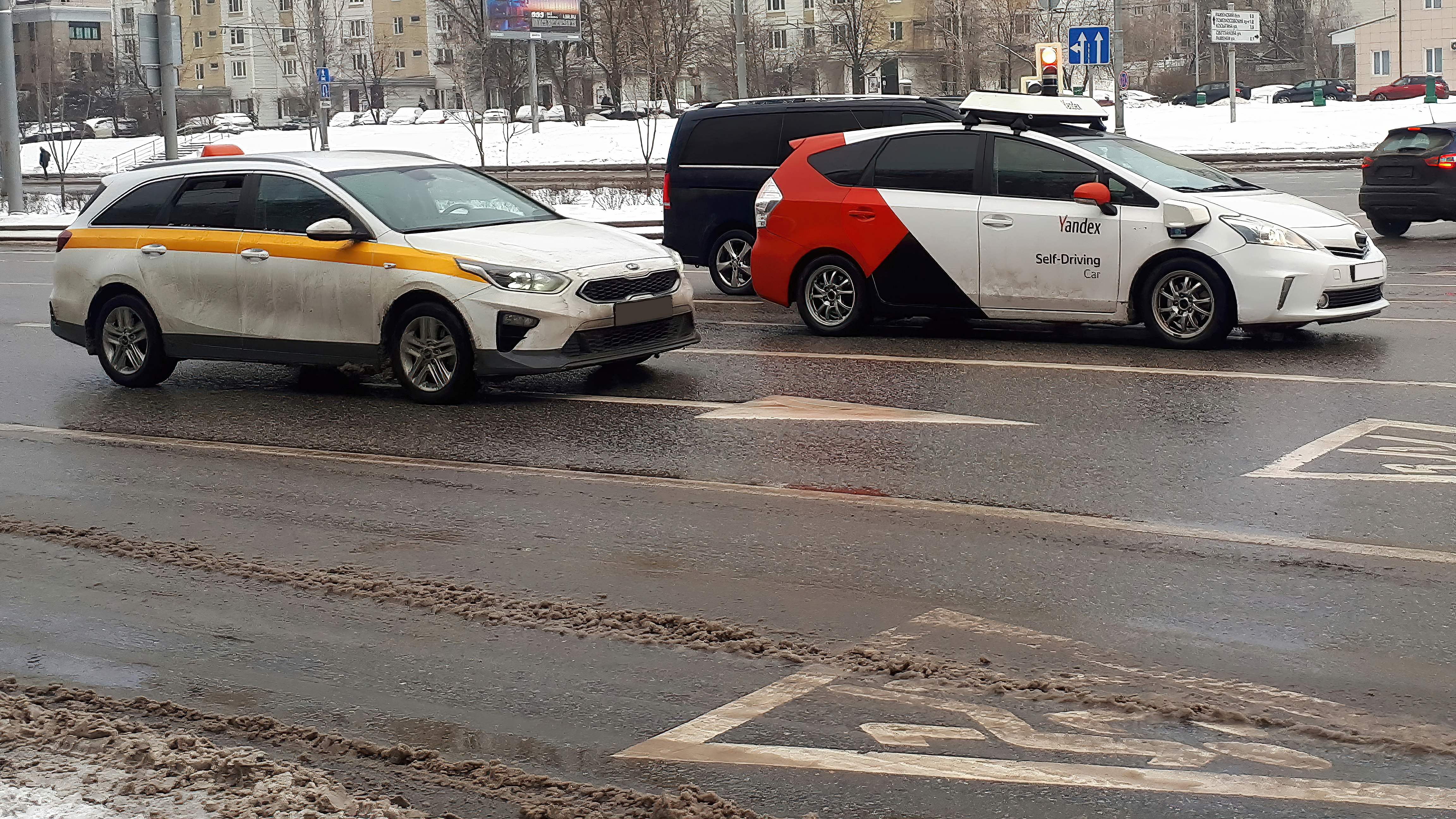
Беспилотный автомобиль Яндекса проходит проверку в Москве, 2021 год

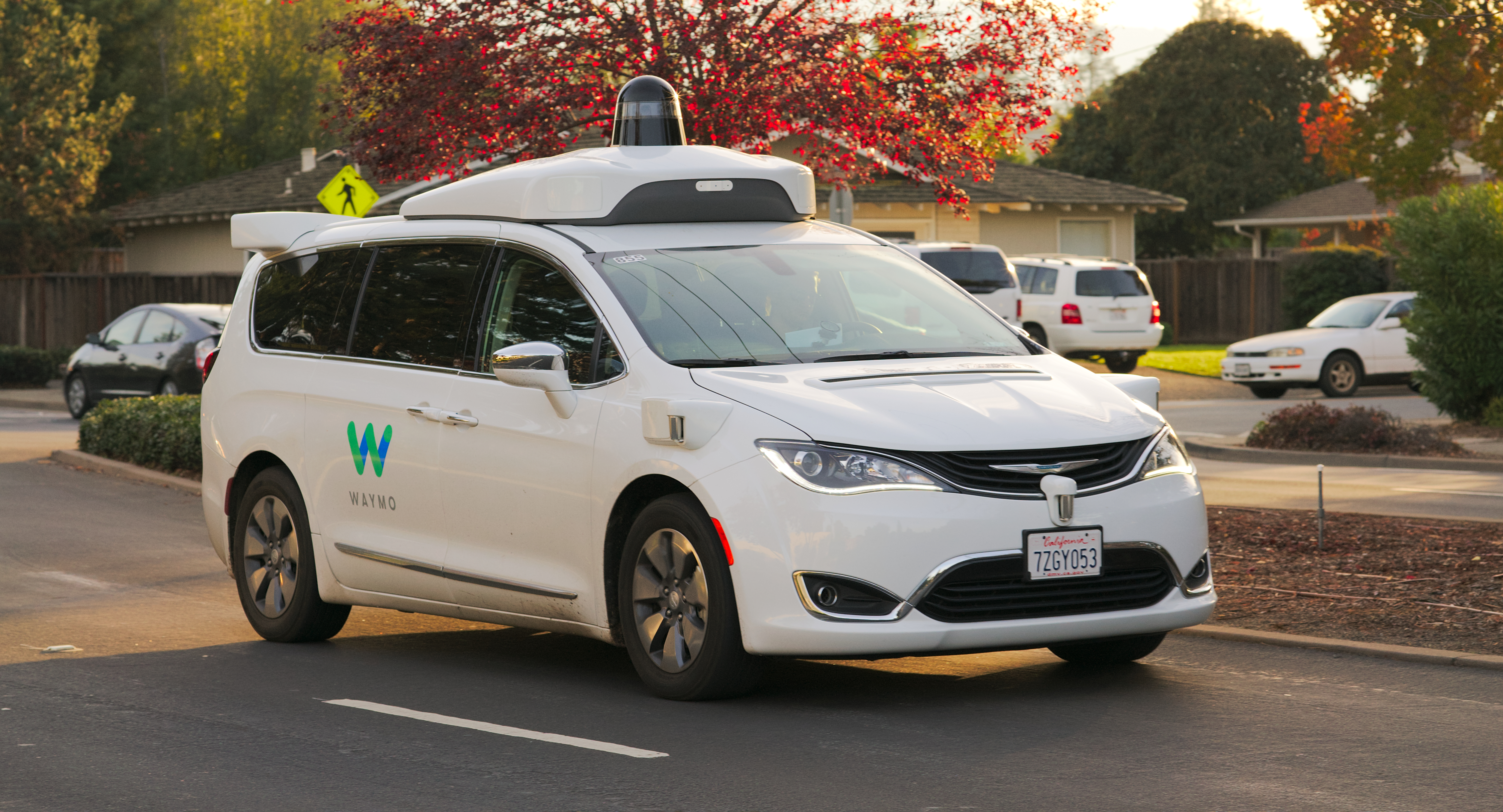
Автомобиль компании Waymo (Chrysler Pacifica Hybrid) проходит тестирование в Сан-Франциско, 2017 год

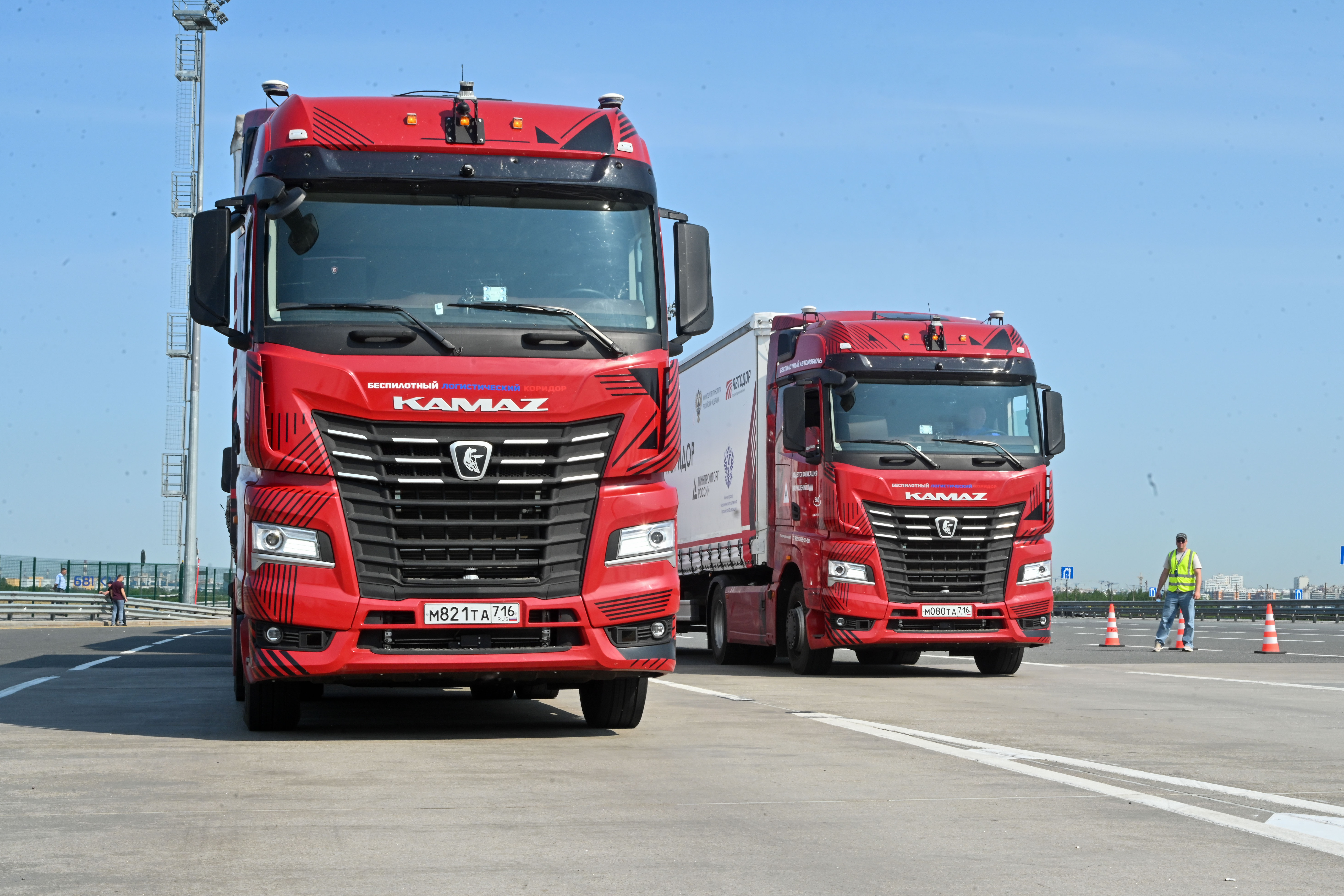
Беспилотный грузовик КАМАЗ-54901 на церемонии открытия участка дороги трассы М-11 «Нева» (Москва — Санкт-Петербург) для беспилотного автотранспорта, 14 июня 2023

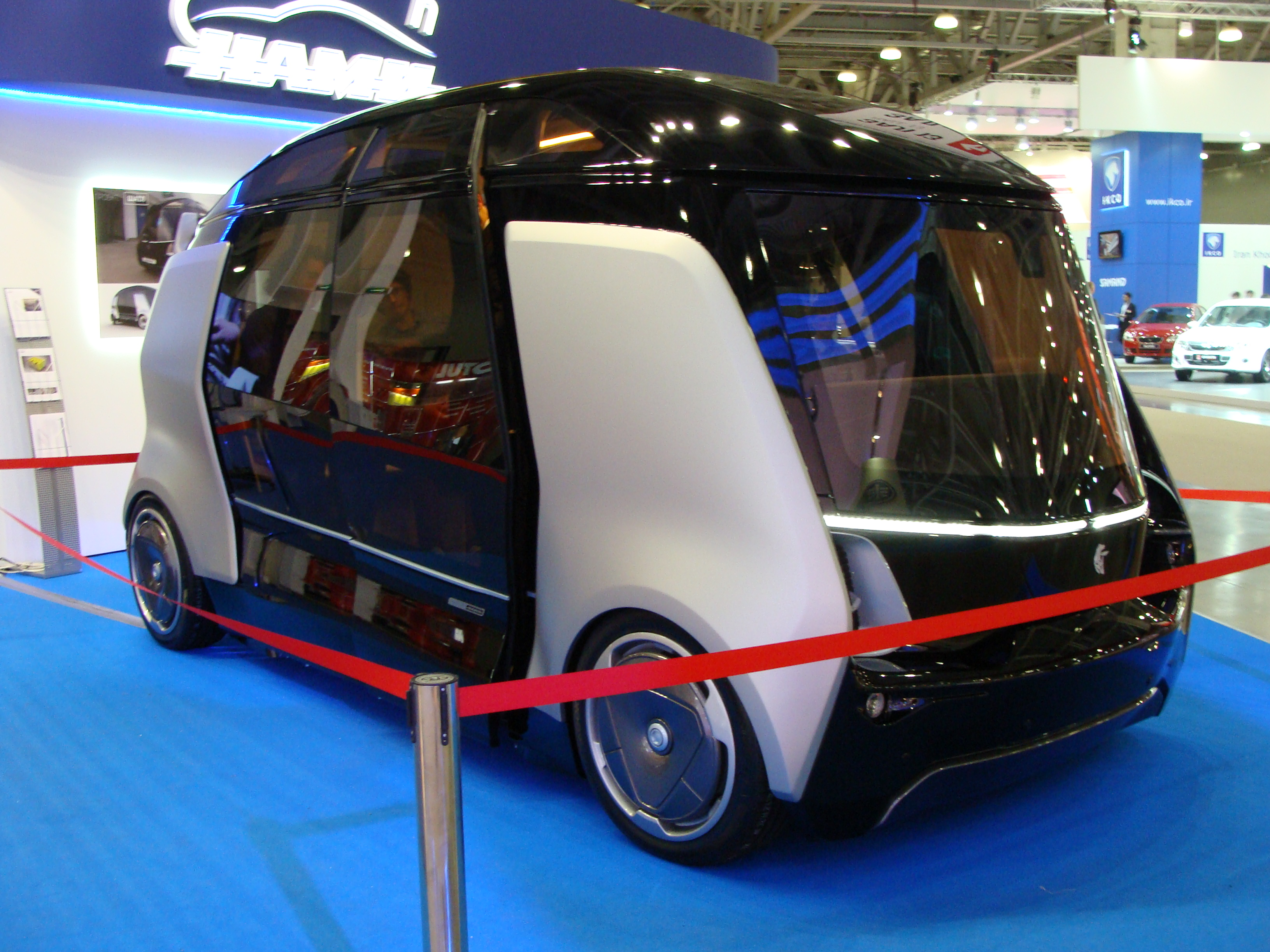
Беспилотный электробус «КамАЗ-1221 Шатл»

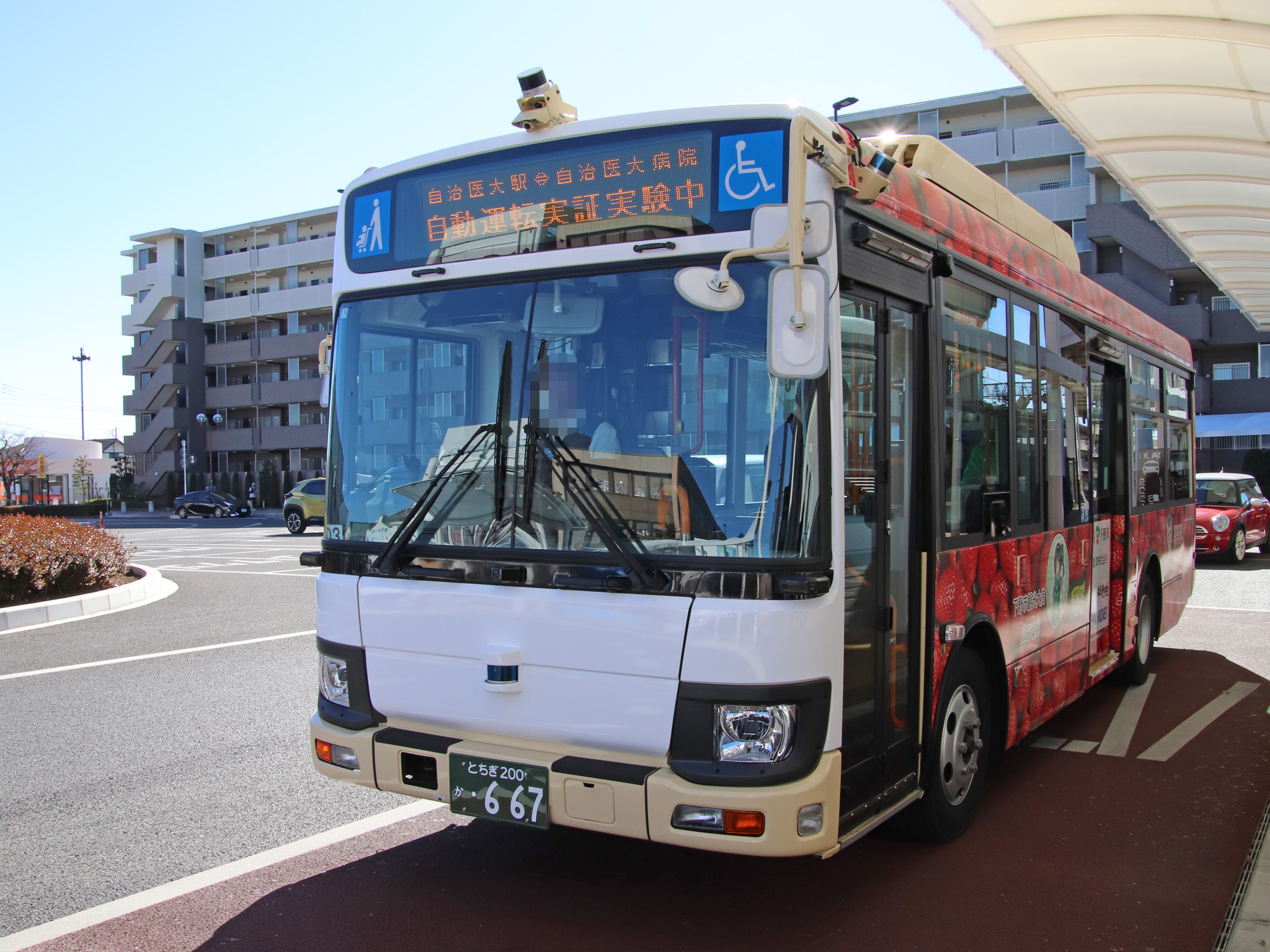
Беспилотный автобус в Японии

Беспило́тный автомоби́ль (также беспилотник, робомоби́ль, самоуправляемый автомобиль, автономный автомобиль, автомобиль с автопилотом, умный автомобиль) — автомобиль, оборудованный системой автоматического управления, который может безопасно передвигаться без участия человека.

## Конструкция
Беспилотные автомобили способны передвигаться самостоятельно, благодаря специальному программному обеспечению (ПО) и сенсорам. ПО управляет работой всех систем автомобиля: поворачиванием руля, сменой передач, газом и тормозом. Датчики (сенсоры) собирают информацию об окружающей обстановке, которая ложится в основу действий автомобиля.
Обычно устанавливаемые датчики:
- Лидары — дальномер оптического распознавания
- Радары
- Камеры
- Система глобального позиционирования (GPS, Глонасс)
- Датчики одометрии
- Гиростабилизатор

Программное обеспечение беспилотного автомобиля может включать компьютерное зрение и нейросети.
Некоторые системы полагаются на инфраструктурные системы (например, встроенные в дорогу или около неё), но более продвинутые технологии способны передвигаться автономно в тех же условиях, что и человек, принимая решения об изменении положении руля и скорости на основе данных с сенсоров.

### Технологии
В современных беспилотных автомобилях используются алгоритмы на основе Байесовского метода одновременной локализации и построения карт (SLAM, simultaneous localization and mapping). Суть работы алгоритмов состоит в комбинировании данных с датчиков автомобиля (real-time) и данных карт (offline). SLAM и метод обнаружения и отслеживания движущихся объектов (DATMO, detection and tracking of moving objects) разработаны и применяются в автомобилях дочерней компании Google Waymo. Google судилась с Uber по поводу воровства последней технологий у Google. Тем не менее с 2017 года Google выложила библиотеку SLAM в открытый доступ для бесплатного использования любой сторонней компанией.

## Преимущества и недостатки

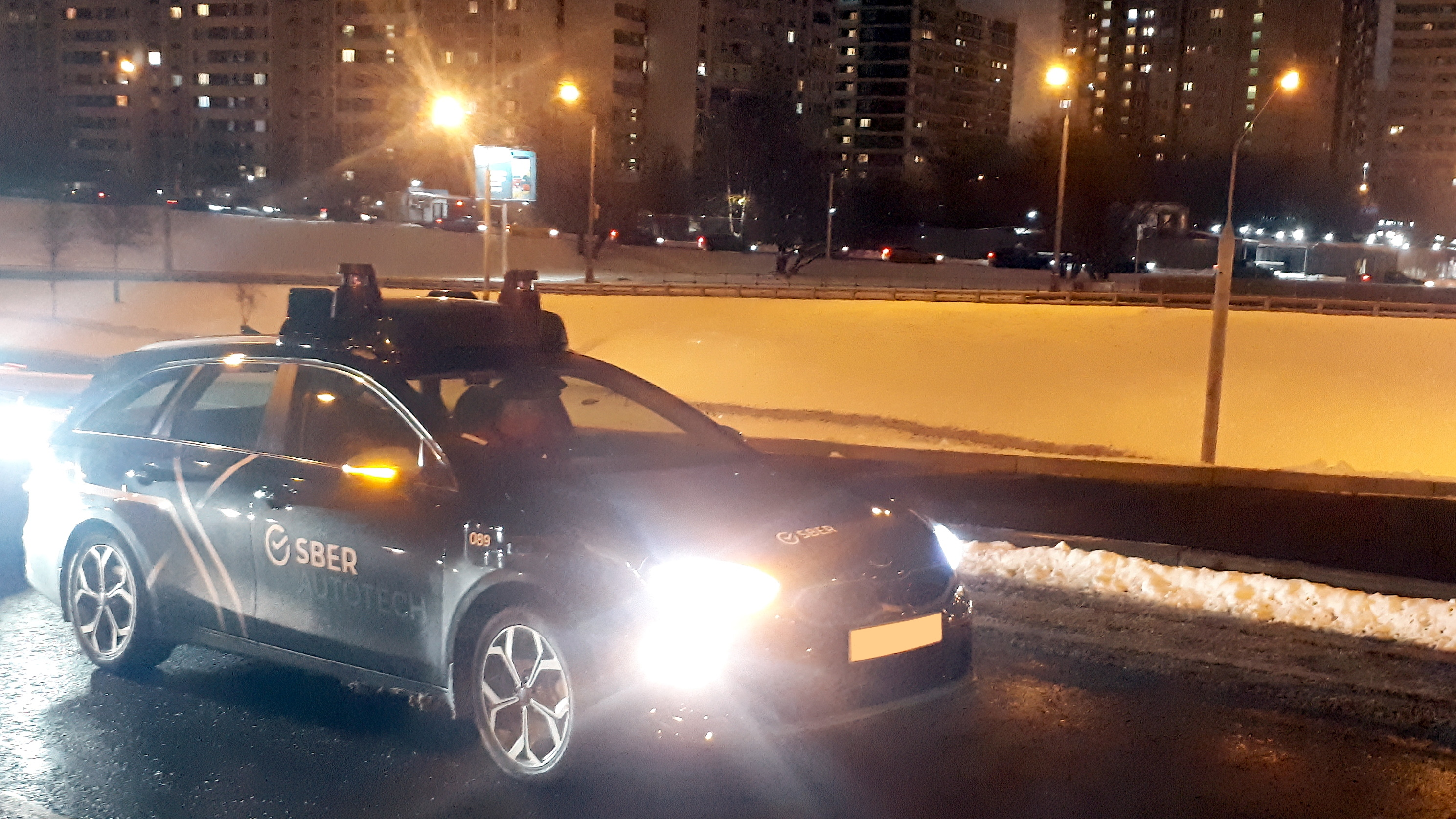
Автомобиль СберАвтоТех проходит испытания вечером, 2022 год

###### Экономические преимущества

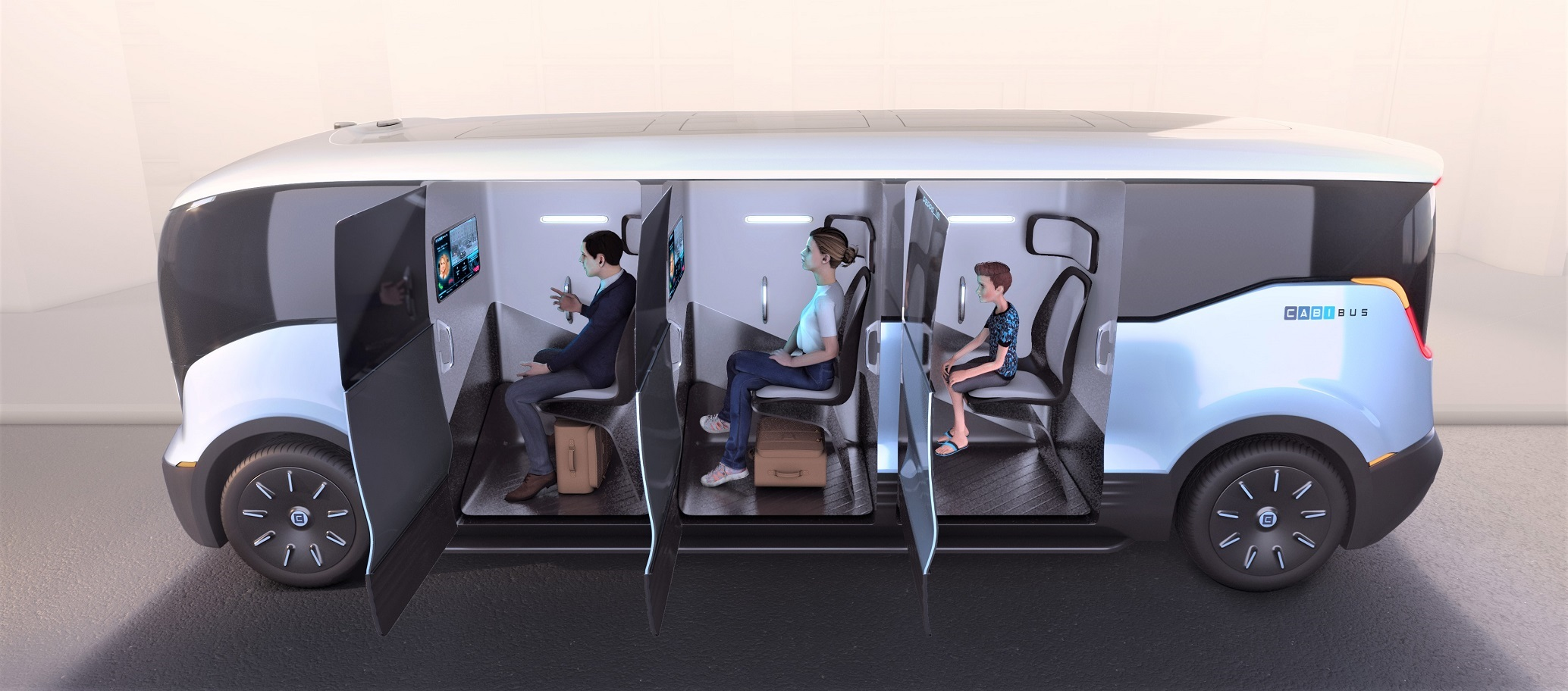
Беспилотное такси

- кардинальная минимизация ДТП и почти полное исключение человеческих жертв, отсюда значительное снижение расходов на страхование и медицину быстрого реагирования, снижение нагрузки на пожарных, полицейских, МЧС[8];
- снижение стоимости транспортировки грузов и людей за счёт экономии на заработной плате и времени отдыха водителей, а также экономии топлива, экономии на ремонте, так как нет аварий;
- снижение потребности в индивидуальных автомобилях за счёт развития сервисов беспилотных такси и развития беспилотного общественного транспорта;
- повышение эффективности использования дорог за счёт полного соблюдения автономными автомобилями правил дорожного движения (при массовом выходе беспилотных автомобилей на дороги);
- Постепенное изменение на рынке труда: плавный уход рутинных профессий (водитель такси, автобуса, грузовика, трамвая, троллейбуса, тракторист, комбайнёр, машинист…) и появление новых, связанных с разработкой и обслуживанием автономного транспорта.

###### Социальные преимущества
- возможность самостоятельного перемещения на роботизированном автомобиле для людей без водительских прав, включая несовершеннолетних;
- экономия времени, ныне затрачиваемого на управление ТС, позволяет заняться более важными делами (например приступить к работе за ноутбуком уже во время поездки в автомобиле) или возможность отдохнуть.[2]

###### Прочие преимущества
- перевозка грузов в опасных зонах, во время природных и техногенных катастроф или военных действий без риска для жизни и здоровья людей;
- в более отдалённой перспективе снижение глобальной экологической нагрузки как за счёт количественной оптимизации парка автомобилей, так и за счёт более широкого использования для их передвижения альтернативных видов энергии.

###### Недостатки
- Утрата возможности самостоятельного вождения автомобиля.[9]. Возможно, для любителей непосредственного вождения автомобиля будут выделяться специальные дороги с дополнительными мерами по обеспечению безопасности по типу нынешних автомотогоночных трасс, но отделённые от общей сети дорог для передвижения автономных автомобилей;
- Отсутствие опыта вождения у водителей в критической ситуации[10].

## Уровни автономности
Классификация автоматизации автомобилей разработана Сообществом автомобильных инженеров (SAE) и содержит 6 уровней:
Уровень 0. Никакой автоматизации, водитель выполняет всю работу.
Уровень 1, «hands on», «помощь водителю». Водитель и система вместе управляют автомобилем. Пример: водитель рулит, а система регулирует мощность двигателя, сохраняя заданную скорость (круиз-контроль) или регулирует мощность двигателя и управляет тормозом, сохраняя заданную скорость, а при необходимости снижая, чтобы соблюдать дистанцию (адаптивный круиз-контроль). Другим примером является автоматическая парковка, когда скорость определяется водителем, а руление автоматическое.
Уровень 2, «hands off», «частичная автоматизация». Система полностью управляет автомобилем, осуществляя ускорение, торможение и рулёжку. Водитель следит за ездой и готов вмешаться в любой момент, если система не может правильно отреагировать. Несмотря на название «hands off», такие системы часто требуют от водителя держать руки на руле, как подтверждение готовности вмешаться.
Уровень 3, «eyes off», «условная автоматизация». От водителя не требуется немедленной реакции. Он может, например, писать сообщения или смотреть фильм. Система сама реагирует на ситуации, требующие немедленных действий, таких как экстренное торможение. От водителя требуется готовность вмешаться в течение какого-то ограниченного времени, определённого производителем.
Уровень 4, «mind off», «широкая автоматизация». Отличается от уровня 3 тем, что от водителя не требуется постоянного внимания. Например, он может лечь спать или покинуть место водителя. Полностью автоматическое вождение осуществляется лишь в некоторых пространственных областях (геозонах) или в некоторых ситуациях, например, в пробках. Вне таких мест или ситуаций система способна прекратить вождение и припарковать машину, если водитель не взял управление на себя.
Уровень 5, «steering wheel optional», «полная автоматизация». Никакого человеческого вмешательства не требуется.

## Тестирование
Тестирование беспилотных автомобилей происходит в различных режимах, которые можно разделить на три основные группы:
- Тестирование алгоритмов в виртуальном симуляторе
- Тестирование на закрытых треках и полигонах
- Тестирование на дорогах общего пользования

Виртуальная симуляция является первым этапом для проверки обновлений системы беспилотного управления. Тестирование в симуляторе обходится компаниям дешевле, чем другие типы тестирования, с использованием настоящих автомобилей и водителей. Некоторые компании, например Aurora, основную часть тестирования проводят в виртуальной среде. В то же время большая часть индустрии сходится во мнении, что симуляторное тестирование не стоит переоценивать. В числе причин они указывают на невозможность воссоздания в лабораторных условиях всего многообразия дорожных и погодных ситуаций, с которыми беспилотный автомобиль может столкнуться на дороге, что может быть не так важно в начале разработки, при работе над базовыми сценариями, но становится жизненно необходимо на финальных стадиях. Также симуляцию нельзя использовать для проверки конструкторских решений, работы сенсоров и взаимодействия системы автопилота с блоками управления автомобиля.
Тестирование на закрытой территории беспилотные автомобили проходят перед тем, как выйти на дороги общего пользования. Полигон позволяет протестировать то, что невозможно проверить в симуляторе — работу сенсоров, качество сборки автомобиля — а также отработать базовые дорожные сценарии. Также на полигонах могут проходить подготовку будущие водители беспилотных автомобилей.
Тестирование на дорогах общего пользования — самый важный этап для развития технологии. Именно в таких условиях беспилотные автомобили сталкиваются со всем разнообразием дорожных ситуаций, которые сложно воссоздать в симуляторе или на полигоне. В частности это касается взаимодействия с пешеходами, велосипедистами и другими водителями на дорогах, чьё поведение не всегда строго соответствует правилам дорожного движения.
В подавляющем большинстве случаев во время тестирования на дорогах общего пользования за рулём беспилотного автомобиля находится инженер-испытатель. Это связано в том числе и с регулированием отрасли. На данный момент движение беспилотных автомобилей в полностью автономном режиме (без водителя в салоне) разрешено в нескольких штатах США. Для того, чтобы начать тестирование в полностью автономном режиме, компании требуется пройти ряд процедур для получения разрешения. Однако, наличие разрешения не означает, что компания им пользуется. Так Waymo получили разрешение на движение пустых автомобилей по дорогам Калифорнии в июле 2019 года, но пока им не воспользовались.
В зависимости от локального законодательства компании могут быть обязаны делиться с регуляторами данными о ходе тестирования. Так, компании, проводящие тестирование на дорогах штата Калифорния, обязаны раз в квартал сообщать калифорнийской автоинспекции (Department of Motor Vehicles) о том, сколько автомобилей участвует в тестировании, сколько километров они проехали в автономном режиме, а также как часто инженеру-испытателю требовалось вмешиваться в управление (disengagement).
Раз в год California DMV публикует эти данные в открытом доступе. Так как данные отчёты являются одним из немногих источников данных о ходе тестирования беспилотных автомобилей, пресса и общественность уделяют им много внимания, зачастую сравнивая компании между собой. Основной метрикой для сравнения является частота вмешательств (disengagement rate). Существует мнение, что она является основным показателем «уровня» технологии — чем реже человеку приходится «помогать» автомобилю, тем лучше система автономного управления. Однако компании, разрабатывающие технологию, не соглашаются с таким подходом. Основные аргументы против использования disengagement rate для сравнения следующие:
- Разные компании тестируют свои технологии в разных условиях. Беспилотные автомобили, успешно справляющиеся с движением по шоссе или в пригороде, совершенно не обязательно так же хорошо справятся со сложными условиями[21].
- То же самое относится к разным климатическим условиям.
- California DMV требует сообщать только о критически важных вмешательствах. При этом не даёт точного определения, что считать критически важным вмешательством. Поэтому у компаний могут быть разные подходы к тому, о каких вмешательствах отчитываться, а о каких нет[22].
- Конкретно на территории Калифорнии некоторые компании проводят в основном RnD тестирование, во время которых частота вмешательств будет неизбежно выше, чем в локациях, где эти же компании используют финальные версии своих систем, например, в сервисах роботакси[23].
- Disengagement rate не может использоваться как единственная метрика для оценки качества. Необходимо также учитывать комфорт движения для пассажира, общую скорость движения (беспилотный автомобиль не должен преодолевать маршрут значительно медленнее человека), а также другие метрики[21][24].

На данный момент одним из способов оценить готовность технологии являются примеры её применения для бизнеса, в частности в сервисах роботакси. Дополнительным способом оценки может являться степень участия человека в управлении автомобилем роботакси:
- Водитель находится непосредственно за рулём, с мгновенным доступом к органам управления автомобилем.
- Водитель находится в салоне, но не за рулём и имеет только возможность экстренного торможения.
- Водителя в салоне нет, возможность оперативного вмешательства в управление отсутствует. Если системе потребуется помощь человека, управление автомобилем может осуществляться удалённо.

На данный момент публично доступные сервисы роботакси есть у следующих компаний:
- Waymo (на части маршрутов водитель в салоне отсутствует)
- Яндекс (водитель на пассажирском сидении)
- Baidu (водитель за рулем)
- Aptiv (водитель за рулем)
- Poni.ai (водитель за рулем)
- AutoX (водитель за рулем)
- WeRide (водитель за рулем)

## История

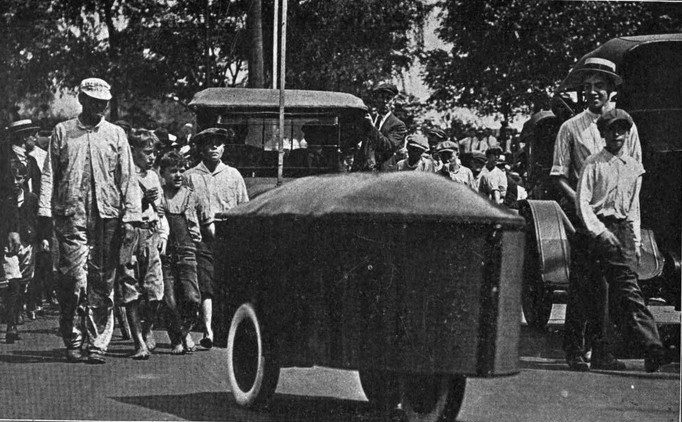
Радиоуправляемый беспилотный автомобиль (телега), 1921 год

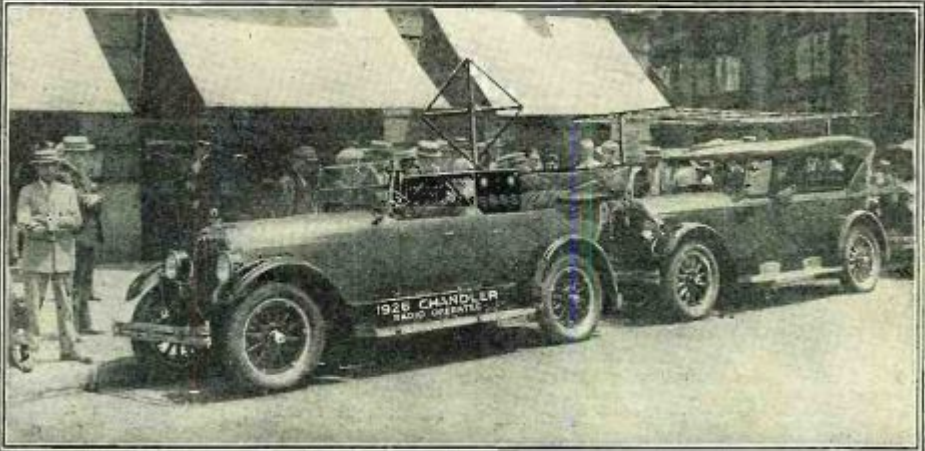
Экспериментальный беспилотный автомобиль на радиоуправлении, машиной управлял оператор с автомобиля, который ехал сзади, 1925 год

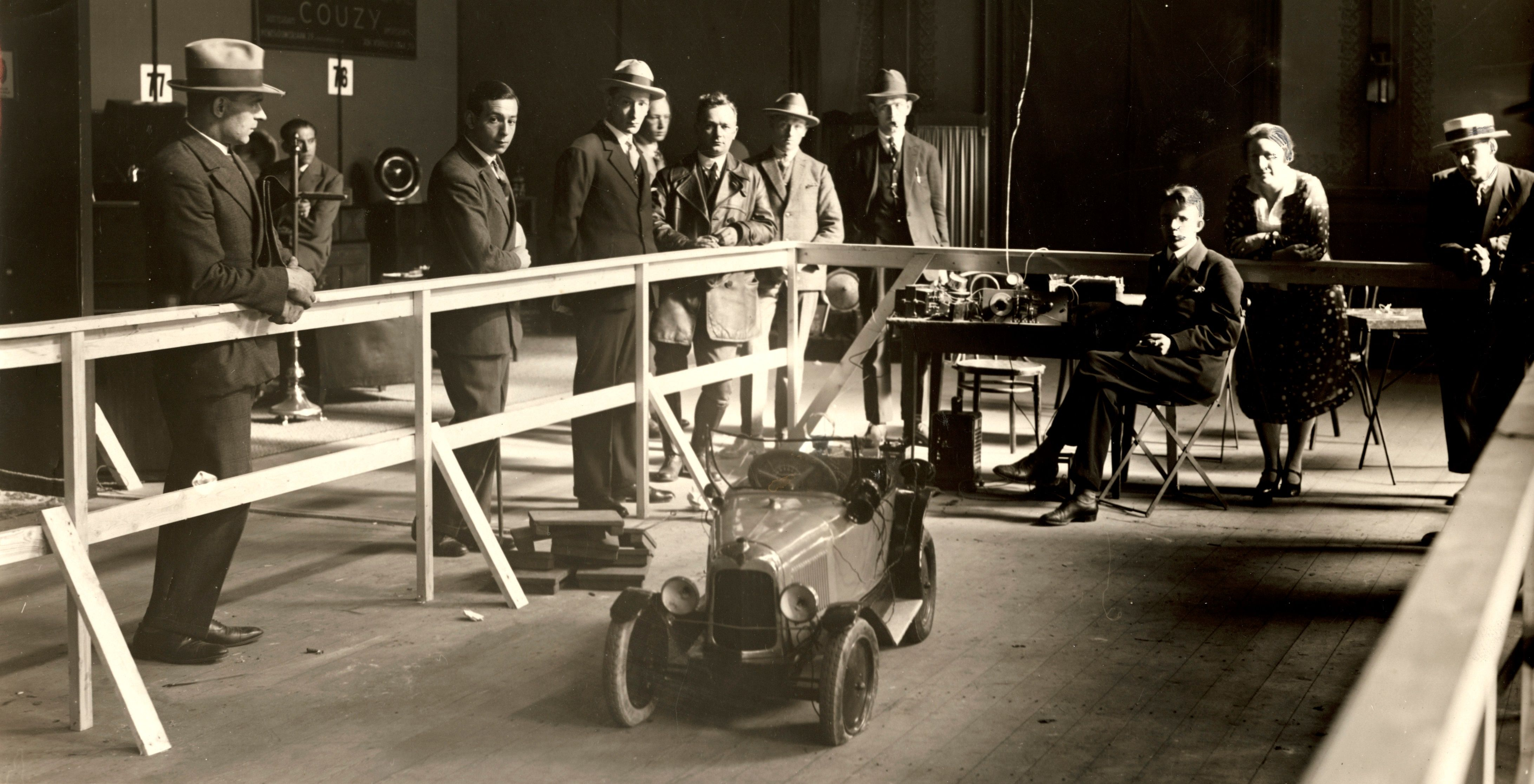
Радиоуправляемая модель автомобиля, 1928 год

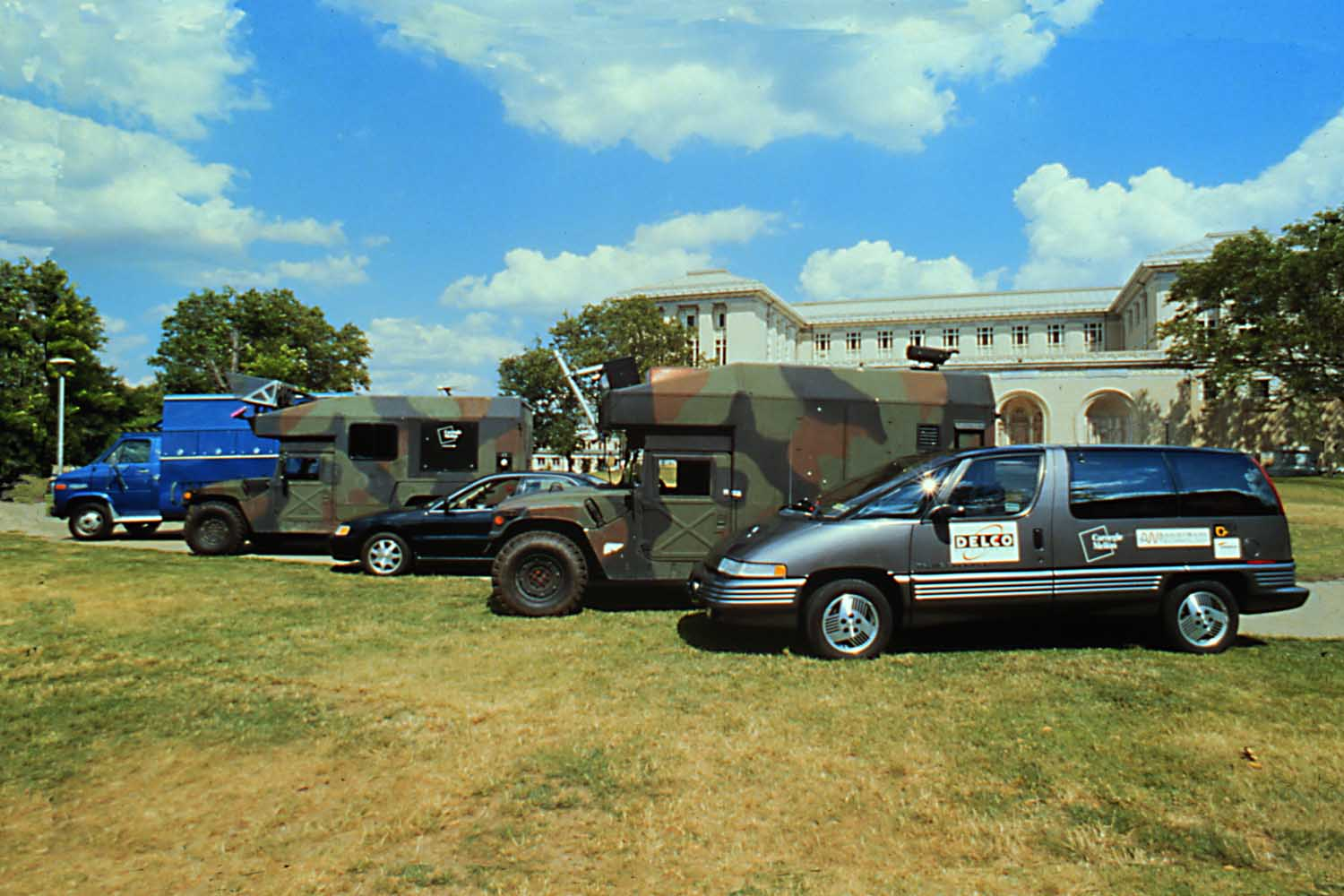
Беспилотные автомобили Navlab. Navlab 1 (крайний слева) разрабатывался с 1984 по 1986 гг. Navlab 5 (крайний справа), законченный в 1995 году, стал первым автомобилем, который автономно проехал от одного побережья США до другого

Эксперименты начались примерно с 1920-х годов, обещая создание беспилотных автомобилей уже в 1950-х. Первые прототипы беспилотных автомобилей появились в 1980-х: в 1984 году проект Navlab (Университет Карнеги-Меллон) и ALМ, и в 1987 году проект Mercedes-Benz и Eureka Prometheus Project от Военного университета Мюнхена (Bundeswehr University Munich).
Толчок развитию направления дала серия технологических конкурсов DARPA Grand Challenge — соревнования автомобилей-роботов, финансируемые правительством США, целью которых было создание полностью автономных транспортных средств. Впервые состязания прошли в 2004 году, за победу предполагался приз в $1 млн, победитель не был определён — ни одна из 15 команд не преодолела маршрут. Однако многие участники этого соревнования продолжили развивать карьеру в направлении беспилотного транспорта. Например, Крис Урмсон стал одним из лидеров проекта беспилотных автомобилей Google, а позже основал собственную компанию Aurora, которая также занимается разработкой технологий автономного вождения.

## Военное применение беспилотных автомобилей
В 2014 году американские военные при участии компании Lockheed Martin на базе «Форт-Худ» в Техасе провели первые испытания беспилотной грузовой автоколонны. Различные военные грузовики без водителей самостоятельно проехали по заранее заданному маршруту. При этом использовалась система автономного движения автомобилей компании Lockheed Martin, в состав которой входят лидары, GPS-навигация, вычислительный блок и программное обеспечение. Такая система может быть смонтирована на любом автомобиле.
Американские военные полагают, что использование беспилотных грузовых автомобилей позволит существенно снизить людские потери бойцов и позволит высвободить военнослужащих для решения других задач.

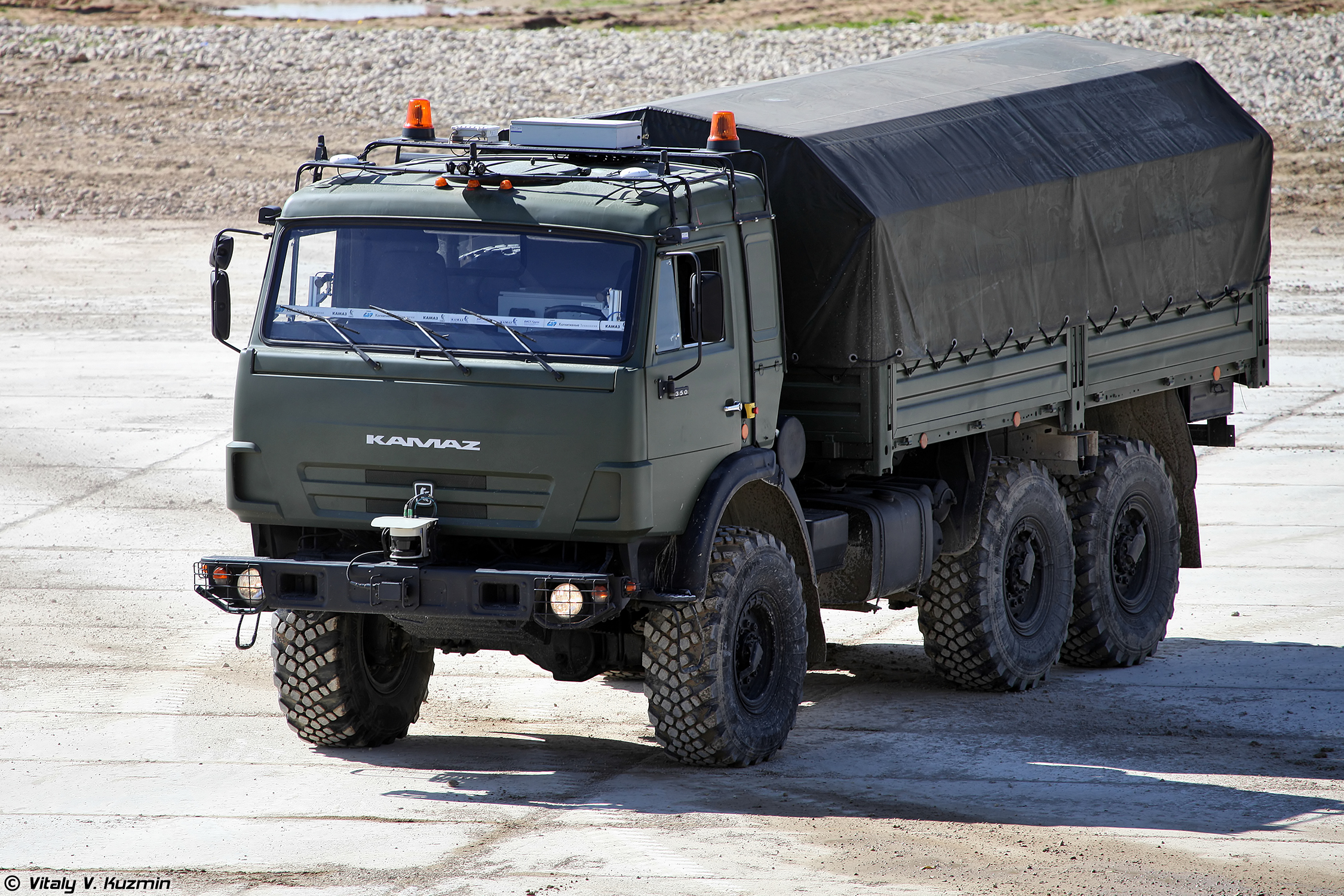
Беспилотный армейский грузовик «КамАз» на форуме «Армия 2016»

В 2022 году в России на форуме «Армия 2022» продемонстрировали экспериментальный беспилотный военный грузовик «Урал».
В 2023 году на форуме «Армия 2023» в России показали беспилотный бронеавтомобиль «Зубило» для штурмовых групп.

## Коммерческие проекты: история и настоящее время
В настоящее время автономные автомобили таких компаний, как Waymo, Aptiv, Baidu, General Motors Cruise, Яндекс и ряда других, уже тестируются на дорогах общего пользования. В США, России и Китае в некоторых городах работают сервисы роботакси, доступные для обычных пользователей.
Разработками продуктов для массового рынка также занимаются Tesla, Volkswagen, Audi, BMW, Volvo, Nissan, Jaguar Land Rover, Cognitive Technologies, КАМАЗ и другие.
Также есть несколько крупных программ по разработке беспилотного автомобиля, включая программу Европейской Комиссии с бюджетом в 800 млн евро, программу 2getthere в Нидерландах, исследовательскую программу ARGO в Италии, соревнование DARPA Grand Challenge в США.

### США
В США нет федерального регулирования сферы автономного транспорта. Все законы об эксплуатации беспилотных транспортных средств принимаются на уровне штатов. Сейчас законодательное регулирование этой сферы существует уже в 37 штатах. Крупнейшими компаниями, которые тестируют беспилотные автомобили в США, являются Waymo, GM Cruise, Uber и Aptiv.
Единственной компанией, запустившей беспилотные такси в коммерческую эксплуатацию в США, на конец 2024 года являлась компания Waymo.

#### Waymo
Беспилотный автомобиль Google — изначально проект компании Google по развитию технологии беспилотного автомобиля. У истоков стоял инженер Себастьян Трун, директор лаборатории искусственного интеллекта Стенфордского университета, один из создателей сервиса Google Street View. Команда, разрабатывающая беспилотный автомобиль, включала 15 инженеров Google — Крис Урмсон, Майк Монтемерло, и Энтони Левандовски, которые ранее работали над проектом DARPA Grand and Urban Challenges.
В декабре 2016 проект был выделен в отдельную компанию Waymo, дочернюю компанию Alphabet.
В конце 2018 года компания запустила свой первый сервис коммерческого автономного такси Waymo One. Это был первый сервис такси, где на ряде маршрутов оператор не находился в салоне автомобиля: поездка проходила в полностью автономном режиме. Проехать на таком такси можно в городе Фениксе, штат Аризона в тестовом режиме.
К январю 2020 года автомобили компании Waymo суммарно проехали уже более 20 миллионов миль по дорогам общего пользования.
В октябре 2024 года компания сообщила, что в неделю клиенты совершают более 100 тыс. коммерческих поездок беспилотном такси компании в Сан-Франциско, Лос-Анжелесе в Калифорнии и в городе Фениксе, штат Аризона.. При этом все поездки совершаются на электромобилях.
В декабре 2024 года Waymo сообщила, что планирует начать тестирование беспилотных такси в Японии в партнерстве с местными компаниями. Также компания сообщила, что в 2024 году беспилотные такси совершили более 4 млн коммерческих поездок в США.

#### Tesla
По состоянию на март 2025 года компания предлагает по подписке возможность пользоваться электромобилями компании в режиме автопилота.
Глава компании Илон Маск заявлял о планах запустить коммерческую эксплуатацию автомобилей Tesla, в частности в виде проекта Роботакси.

#### GM Cruise
В 2008 году в General Motors заявили о планах по началу тестирования беспилотного автомобиля в 2015 году и возможному запуску продукта на рынок к 2018. В марте 2016 года компания приобрела стартап Cruise Automation, занимающийся разработкой автономных автомобилей.
В начале 2020 года Cruise представила свой первый полностью автономный автомобиль Origin. В этом автомобиле не было руля, водительского кресла и приборной панели.
После серии дорожно-транспортных происшествий и скандалов, в конце 2023 года компания прервала испытания беспилотного такси на дорогах общего пользования. В 2024 году компания возобновила испытания в Сан-Франциско и Фениксе.
В декабре 2024 года компания GM сообщила о прекращении деятельности Cruise как отдельной компании. Часть сотрудников Cruse должны быть переведены в GM.

#### Uber
В 2016 году компания Uber начала тестировать автономные автомобили в Пенсильвании и Калифорнии. К концу 2017 года общий пробег беспилотных автомобилей Uber по дорогам общего пользования превысил 2 миллиона миль. 18 августа 2016 года Uber объявил о том, что собирается использовать беспилотные автомобили для перевозки пассажиров в Питтсбурге уже через несколько недель. В первое время в беспилотных автомобилях будет сидеть запасной водитель, который может взять управление на себя в нестандартной ситуации. 14 сентября компания стала предоставлять беспилотные автомобили некоторым клиентам.
Однако после того, как беспилотный автомобиль сбил пешехода в 2018 году, Uber прекратила тестирование беспилотных автомобилей. Расследование этого инцидента длилось 1,5 года. В ноябре 2019 года национальный совет по безопасности на транспорте США огласил выводы расследования, назвав непосредственной причиной случившегося то, что водитель автомобиля Uber не следил за дорогой и не успел вовремя отреагировать на появление пешехода.
В конце 2018 года Uber впервые возобновил программу тестирования в Питтсбурге. На дороги вышло всего 2 автомобиля, в каждом из которых находилось 2 инженера. Автомобили могли ездить по маршруту протяжённостью в 1 милю, не превышая скорости в 25 миль/ч.
В феврале 2020 года компания получила разрешение от Калифорнийского департамента транспорта на тестирование беспилотных автомобилей на улицах штата. В марте 2020 года Uber возобновил тесты в Калифорнии: на дороги вышло 2 автомобиля, которые передвигаются в сопровождении инженера только в дневное время.
В декабре 2020 года подразделение Uber ATG (Advanced Technologies Group), развивающее технологии автопилота, продано американскому стартапу Aurora Innovation примерно за $4 млрд (оценка источников Reuters).

#### Aptiv (ранее Delphi Automotive)
В 2015 году беспилотный автомобиль британской фирмы Delphi Automotive совершил автопробег от Сан-Франциско до Нью-Йорка. Длина маршрута составила почти 5,5 тыс. км. От одного американского побережья до другого автомобиль ехал 9 дней.
В 2016—2017 годах Delphi Automotive инвестирует в компании Quanergy Systems, Leddertech и Innoviz, которые занимаются производством лидаров — наиболее важных сенсоров для беспилотных автомобилей. В 2017 году Delphi Automotive приобретает стартапы NuTonomy и Ottomatika, которые занимаются разработкой систем автономного вождения.
После этого в 2017 году образуется отдельная компания Aptiv. Это происходит в результате выделения энергетического сегмента Delphi в отдельную компанию, которая получила название Delphi Technologies PLC.
С 2018 года Aptiv сотрудничает со службой такси Lyft: вместе они осуществляют автономные поездки в Лас-Вегасе. Каждая поездка проходит в сопровождении инженера, занимающего водительское кресло, а также сотрудника компании, который занимает пассажирское кресло и отвечает на вопросы пассажиров в пути. На территориях отелей и аэропорта автомобиль управляется вручную. К февралю 2020 года автономные автомобили Aptiv совершили уже 100 000 пассажирских поездок через приложение Lyft.

#### Zoox
Компания Zoox основана в 2014 году. В настоящее время компания тестирует свою систему автономного вождения, интегрированную в автомобили других производителей, в Лас-Вегасе и Сан-Франциско. Параллельно с этим компания занимается разработкой собственного беспилотного автомобиля, который в будущем планирует использовать в собственном сервисе роботакси.

#### Voyage
Voyage — компания, которая образовалась в 2017 году, отделившись от образовательной платформы Udacity. В настоящее время компания управляет парком беспилотных автомобилей в двух пенсионных общинах The Villages, одна из которых расположена недалеко от Сан-Хосе, штат Калифорния, и другая к северу от Орландо, штат Флорида. Выбор для тестирования изолированных территорий с небольшим трафиком и относительно предсказуемой средой — это то, что отличает Voyage от конкурентов.

#### Daimler & Bosch
В 2017 году Daimler и Bosch объявили об объединении усилий в разработке беспилотников 4 и 5 уровней по классификации SAE. К началу 2020-х планировалось представить готовый продукт и начать его коммерческую эксплуатацию.
В августе 2021 года стало известно о сворачивании совместного беспилотного проекта Daimler и Bosch. Информация была опубликована в немецкой газете Süddeutsche Zeitung, сотрудники которой, взглянув на календарь, решили поинтересоваться, где же обещанное беспилотное такси. Последнее официальное сообщение от Daimler и Bosch по этой теме датировано 9 декабря 2019 года: тогда партнёры отчитались о запуске пилотного проекта беспилотного такси в калифорнийском городе Сан-Хосе.

### Канада

#### Waabi
В 2021 году была основана канадская компания-стартап Waabi, работающая в сфере искусственного интеллекта. Специализируется на разработке технологий для автономных грузовых перевозок.

### Китай
Согласно оценке McKinsey, рынок беспилотного транспорта в Китае к 2030 году составит $500 млрд. В Китае разработкой автономных автомобилей занимаются компании AutoX, Didi, WeRide и другие, но лидером по многим показателям является компания Baidu.
Baidu разрабатывает открытую платформу беспилотной системы Apollo. Этой платформой пользуется более 150 партнёров по всему миру, включая Chevrolet, Ford, Honda, Toyota и Volkswagen, Intel. В сентябре 2019 года компания запустила пилотную службу роботакси в городе Чанша. В конце 2019 года компания Baidu объявила о том, что её автономные автомобили проехали 3 млн км по дорогам общего пользования в 23 городах в Китае.
В сентябре 2019 года власти Шанхая выдали первые в стране разрешения на осуществление пассажирских поездок в автономных автомобилях, что стало одним из шагов Китая по ускорению коммерциализации автономного вождения.
Разрешения были выданы шанхайской компании SAIC Motor Group, немецкому автоконцерну BMW AG и китайской IT-компании Didi Chuxing в рамках Всемирной конференции по экосистеме автономных транспортных средств.

### Россия

Беспилотник МФТИ

26 ноября 2018 года Премьер-министр РФ Дмитрий Медведев подписал постановление об использовании на дорогах беспилотных автомобилей. Эксперимент стартовал с 1 декабря в Москве и Татарстане. Участники эксперимента по тестированию беспилотников должны получить одобрение ГНЦ РФ ФГУП «НАМИ». Одно из основных требований к участникам эксперимента — страхование ответственности.
Первыми автомобилями, вышедшими на дороги общего пользования после вступления в силу постановления, стали беспилотные автомобили Яндекса. В феврале 2020 года в Постановление были внесены изменения, разрешающие тестировать автономные автомобили ещё в 11 регионах. На начало 2020 года в России разрешение на тестирование автономных автомобилей на дорогах общего пользования имеют Яндекс, МАДИ и КАМАЗ.
По прогнозам UBS коммерческая эксплуатация беспилотных автомобилей Яндекса в Москве начнётся в 2022 году, в остальных регионах в 2023 году.

#### Яндекс
Яндекс занимается разработкой беспилотных автомобилей с 2017 года. Автомобили Яндекса ездят по дорогам общего пользования России, Израиля и США.
В 2018 году Яндекс запустил первый в Европе сервис роботакси. Беспилотные автомобили Яндекса перевозят жителей Иннополиса в пределах города. Автомобили передвигаются в автономном режиме без человека на водительском кресле: инженер-испытатель занимает пассажирское место.
В марте 2019 года Яндекс подписал соглашение о сотрудничестве с компанией Hyundai Mobis, а в июле того же года представил первый результат сотрудничества — прототип беспилотной машины на базе новой модели Hyundai Sonata. В июне 2020 года Яндекс показал новое поколение своего беспилотного автомобиля, созданное на основе той же модели вместе с инженерами Mobis. До конца 2020 года к флоту Яндекса добавится 100 беспилотных Hyundai Sonata.
В октябре 2019 года беспилотные автомобили Яндекса проехали 1 миллион миль в автономном режиме. Яндекс стал пятой компанией в мире, объявившей о преодолении такого рубежа. До этого это сделали Waymo, GM Cruise, Baidu и Uber.
На середину 2020 года тестовый флот Яндекса составил более 130 беспилотных автомобилей, а общий пробег в России, Израиле и США — более 4 млн миль.
Помимо беспилотных автомобилей, линейка автономных продуктов Яндекса включает самоуправляемого робота-доставщика для перевозки небольших грузов Яндекс. Ровера. Компания также разрабатывает собственные лидары для беспилотных автомобилей, которые сейчас проходят тестирование в Москве.

#### КАМАЗ и Cognitive Technologies

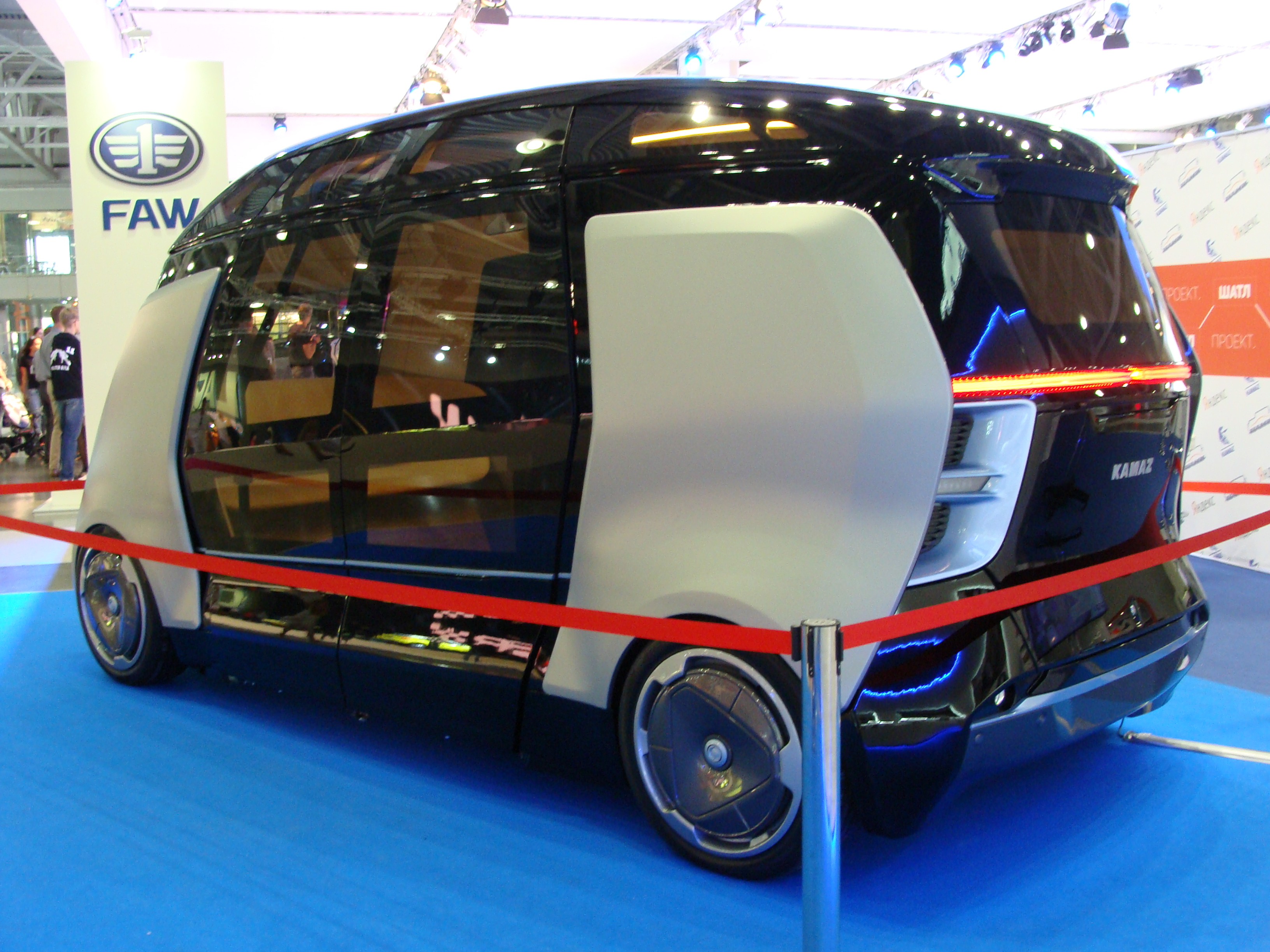
КамАЗ Шатл — прототип беспилотного микроавтобуса

В начале 2015 года ПАО «КАМАЗ» и компания Cognitive Technologies объявили о старте совместного проекта по созданию беспилотного транспортного средства на базе КАМАЗ, при поддержке Минобрнауки России. В 2015 году был представлен первый грузовой автомобиль, созданный в рамках сотрудничества. Однако в дальнейшем КАМАЗ принял решение заниматься разработкой беспилотных грузовиков самостоятельно.
В ноябре 2019 года Cognitive Technologies и Сбербанк подписали соглашение о создании совместной компании Cognitive Pilot, которая будет заниматься развитием беспилотного транспорта в России. На момент заключения сделки линейка Cognitive Technologies включала прототипы автономных систем управления сельскохозяйственной техникой, железнодорожными локомотивами и трамваями. В феврале 2021 года стало известным, что проект создания беспилотного автомобиля перестал для компании быть приоритетным.
Ранее КАМАЗ заявил о дальнейшей самостоятельной работе на данном направлении.
В 2023 году по трассе М-11 запустили грузоперевозки на беспилотных грузовиках КАМАЗ.

#### СтарЛайн

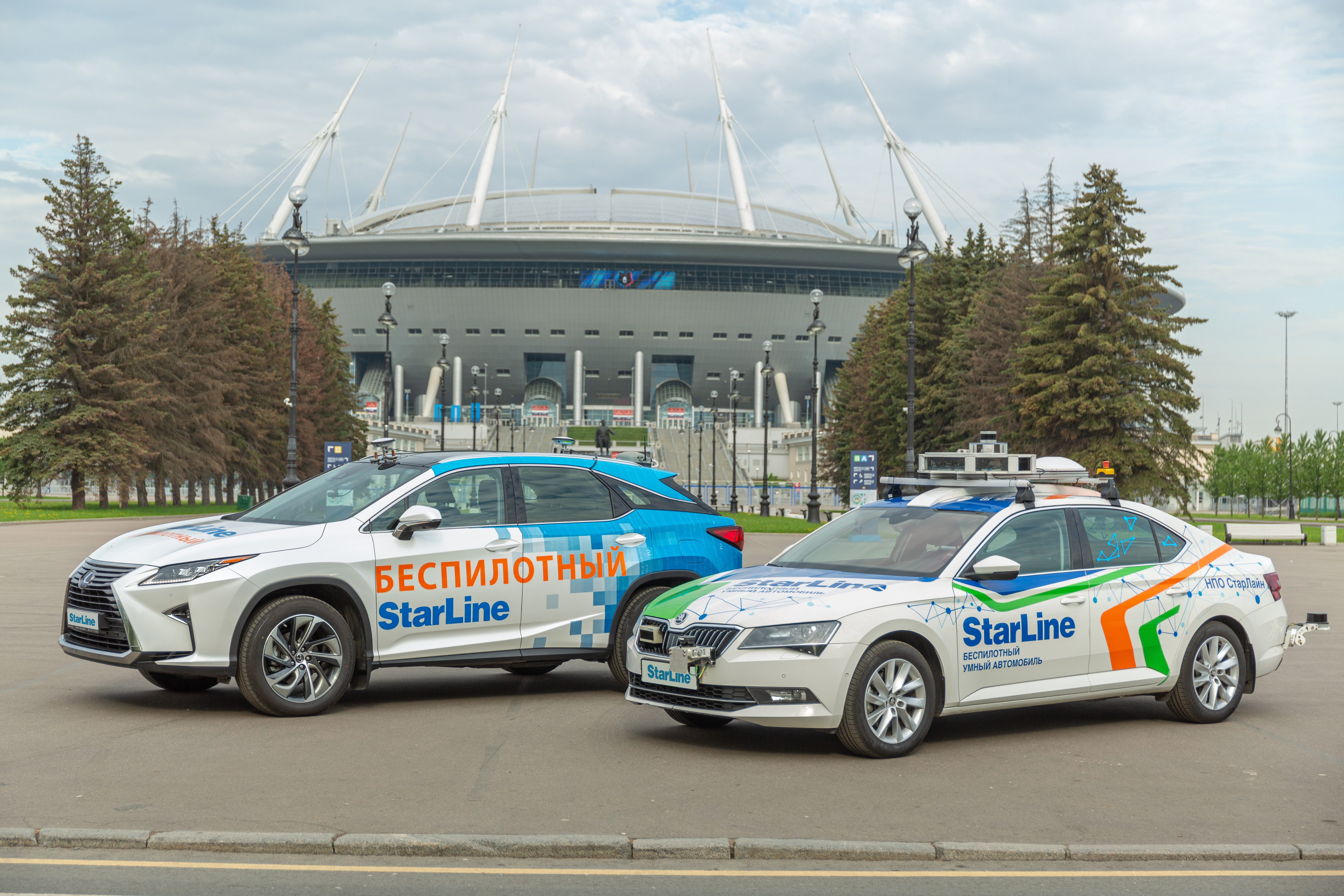
Беспилотные автомобили СтарЛайн

СтарЛайн — российский разработчик систем безопасности для автомобилей, головной офис которого находится в Санкт-Петербурге.
С 2016 года компания занимается разработкой собственных беспилотных автомобилей. В качестве платформы для испытания разрабатываемых алгоритмов компания использует автомобиль Skoda Superb.
В августе 2018 года НПО СтарЛайн запустило разработку второго беспилотного автомобиля четвёртого уровня автоматизации. Проект открыт для специалистов из Open Source Community.
В декабре 2019 года прошёл финал технологического конкурса Up Great «Зимний город». Специально для конкурса был построен полигон с трассой в 50 километров на котором сымитированы условия реальной городской среды. В нём приняли участие пять команд: НГТУ (Нижний Новгород), StarLine (Санкт-Петербург), АвтоРТК (Таганрог, Курск), Зимний город МАДИ (Москва) и BaseTracK (Москва). Победитель так и не был определён, но лучший результат показала команда StarLine. Беспилотный автомобиль преодолел 50-километровую трассу за 2 часа 47 минут.
В 2020 году список регионов, в которых возможно тестирование беспилотного транспорта, был расширен и теперь включает Санкт-Петербург. После внесения этого изменения в Постановление Правительства № 1415 СтарЛайн планирует вывести свой автомобиль на дороги Санкт-Петербурга. Ранее беспилотный автомобиль уже тестировался на закрытых площадках, на территории Сколково и участвовал в заезде у Крымского моста.
В 2023 году по трассе М-11 была проведена тестовая поездка на беспилотных тягачах Mercedes Actros.

#### SberAutoTech
SberAutoTech (СберАвтоТех) — компания, входившая в экосистему «Сбера», в мае 2021 года представила прототип полностью автономного электрического транспорта собственной разработки под названием «ФЛИП» (отсылка к транспорту из научно-фантастического фильма «Гостья из будущего»). В основе электромобиля лежит платформа собственной разработки, которая приводится в движение электродвигателем, источником питания является модуль сменных батарей. Компоновка «ФЛИПа» позволяет использовать в качестве источника энергии также пропан и водород.
В апреле 2022 года компания SberAutoTech начала тестировать свои беспилотники для перевозки пассажиров в Москве. Беспилотные автомобили курсируют между инжиниринговым центром SberAutoTech и станцией МЦК — ЗИЛ.
В декабре 2024 года компания переименована в «Navio», а Сбербанк вышел из сделки. Одновременно был анонсирован тягач Navio L5.

### Великобритания
В 2009 году Королевская инженерная академия наук Великобритании заявила, что беспилотные грузовые автомобили могут появиться на дорогах Великобритании к 2019 году.
С апреля 2011 в лондонском аэропорту Хитроу запущены полностью автоматические маршрутные такси (мини-автобусы, pods): скорость до 40 км/ч.; вместимость 4 человека; на 70 % экономичнее автомобилей, на 50 % обычных автобусов.
Британский проект «Гринвичская среда автономных средств передвижения» (GATEway) в мае 2016 проводил набор тестеров беспилотных автомобилей на закрытой территории.
Разработкой автономных автомобилей занимается компания Jaguar Land Rover. С 2016 года автомобили компании участвовали в различных тестовых программах, в том числе на дорогах общего пользования. Компания также сотрудничает с производителем автономных автомобилей Waymo. В начале 2020 года Jaguar Land Rover представила прототип беспилотного автомобиля собственного производства — автономный шатл Project Vector.

### Германия
BMW собирался выпустить первый беспилотный электромобиль в 2021 г.

### Украина
В марте 2018 года первый пробный экземпляр беспилотного автомобиля ЗАЗ Ланос собрали в Запорожье. Оборудован системой навигации Pilotdrive, причём программная часть собственного производства, а аппаратная зарубежного.

### Швейцария
В январе 2018 года на выставке CES в Лас-Вегасе швейцарская компания Rinspeed представит проект беспилотного городского электромобиля Snap, который планируется сделать по модульной схеме без элементов управления.

### Швеция
Компания Volvo тестирует полуавтономный дорожный поезд для автотрасс, который может начать использоваться к 2020 году.

### Япония
14 декабря 2017 года в Японии в г. Кота прошли первые испытания беспилотного автомобиля на участке шоссе длиной 700 метров, открытом для движения других машин.

## Первая смерть от беспилотного автомобиля
Первым человеком, погибшим от беспилотного автомобиля, стала Элейн Херцберг. Она была сбита в марте 2018 года в городе Тампа, штат Аризона, автомобилем Uber на базе внедорожника Volvo XC90. В салоне на момент происшествия находился водитель, но транспортное средство функционировало в режиме автопилота. Херцберг пересекала автостраду в неположенном месте в условиях плохой освещённости, при этом толкая велосипед перед собой и не смотря на дорогу. Предварительное расследование показало, что автомобиль распознал препятствие (сначала как неопознанный объект, потом как велосипедиста и затем как автомобиль), но не предпринял никаких действий, так как в программное обеспечение был заложен слишком высокий порог распознавания опасных объектов, с целью отсеивания ложноположительных срабатываний. Позднее из отчёта национального совета по безопасности на транспорте США стало известно, что за 1,3 секунды до столкновения машина смогла определить, что необходимо использовать аварийные тормоза, однако сделать этого не удалось — данная система была отключена инженерами Uber’а с целью избежать конфликтов управления. При этом водитель, который сидел в автомобиле на случай непредвиденных ситуаций, отвлёкся от дороги (запустил в смартфоне сервис Hulu) и нажал на педаль тормоза уже после столкновения. Сообщение об аварии в твиттере полиции Тампы.
По итогам расследования национального совета по безопасности на транспорте США непосредственной причиной инцидента были признаны действия водителя Uber, который не следил за происходящим на дороге и не успел вовремя отреагировать на появление пешехода